# 田中慎太朗
田中 慎太朗（たなか しんたろう、1985年5月15日 - ）は、広島県広島市出身の元プロ野球選手（内野手）。右投右打。プロでは育成選手であった。

## 来歴

### プロ入り前
小学3年生から友人の誘いもあり広島鯉城リトルシニアで野球を始める。
崇徳高時代は、1年秋から4番・二塁手として活躍。
立正大学進学後も1年秋から不動の4番、2005年春にはリーグで指名打者のベストナインを受賞した。3季ぶりに一部復帰した2007年秋季リーグも一塁手として、力強い打撃でチームを牽引した。大学4年間の通算打率.302、1部通算は39試合153打数54安打、4本塁打、32打点、打率.353。2007年のドラフト会議で阪神タイガースから球団初の育成選手として指名された。

### プロ入り後
2008年はウエスタン・リーグで37試合出場、打率.155・2本塁打・7打点だったが、2009年はさらに少ない12試合の出場に留まり、打率.167、0本塁打だった。2010年も出場試合数と打数が少ないながらも打率は改善した。同年をもって育成選手として3年間在籍したため、規定に基づいて10月29日に自由契約選手公示が行われたが、終盤での打撃が評価されて11月12日に育成選手として再契約した。
2011年は50試合出場で、打率.356・2本塁打・16打点と打率が大幅に伸び、長打率.593を記録したが、同年10月9日に戦力外通告を受けた。11月7日、自由契約公示された。その後、合同トライアウトに参加するも、獲得する球団は無く、現役を引退した。

### 現役引退後
引退後は、知人の紹介を経て不動産会社へと入社。その後家業を継いで会社を経営し、2018年から阪神のグッズ製造等も行っている。

## 選手としての特徴
豪快な打撃が持ち味で、打球を飛ばす力はチーム内でもトップクラス。内野手登録であるが、外野の守備にも就くことがある。

## 詳細情報

### 年度別打撃成績
- 一軍公式戦出場なし

### 背番号
- 120 （2008年 - 2011年）

### 登場曲
- 「チャンピオン」アリス（2008年 - 2011年）